# Alan Hebditch
Alan F. Hebditch (sinh năm 1961) là một cựu cầu thủ bóng đá người Anh từng thi đấu ở vị trí hậu vệ.

## Sự nghiệp
Sinh ra ở Wigan, Hebditch thi đấu cho Leeds United, Bradford City và Bradley Rangers.
Đối với Bradford City ông có 2 lần ra sân ở Football League.